# High Risk Behaviour
High Risk Behaviour is het debuutalbum van de Australische punkband The Chats. Het album werd uitgegeven op 27 maart 2020 via het platenlabel Bargain Bin Records op cd en lp. High Risk Behaviour werd over het algemeen goed ontvangen door recensenten.
Metacritic gaf het album een score van 80/100, wat wordt geclassificeerd als een album met "over het algemeen positieve recensies". Het bereikte de hitlijsten in Australië, Schotland en Vlaanderen.
De uitgave van het album werd voorgegaan door vier singles die in de jaren daarvoor al uitgegeven waren, namelijk "Do What I Want" (2018), "Pub Feed" (2019), "Identity Theft" (2019), "The Clap" (2020). Voor de drie laatstgenoemde singles, alsook voor het nummer "Dine n Dash", zijn videoclips uitgegeven.
Het album is het enige en tevens laatste album waarop gitarist Josh Price op te horen is nadat hij de band verlaten heeft in november 2020.

## Nummers
1. "Stinker" - 1:32
2. "Drunk and Disorderly" - 1:15
3. "The Clap" - 1:29
4. "Identity Theft" - 2:42
5. "The Kids Need Guns" - 1:17
6. "Dine n Dash" - 1:14
7. "Keep the Grubs Out" - 1:35
8. "Pub Feed" - 2:25
9. "Ross River" - 1:48
10. "Heatstroke" - 2:20
11. "Billy Backwash's Day" - 2:18
12. "4573" - 2:30
13. "Do What I Want" - 2:50
14. "Better Than You" - 2:43

## Band
- Eamon Sandwith - zang, basgitaar
- Josh Price - gitaar
- Matt Boggis - drums